# アクターズスタジオ金沢
アクターズスタジオ金沢は、2004年に石川県金沢市に開校した芸能養成スクール。「金沢校」を始め、「エイム21校」「エイムフェイス校」「エイム内灘DUNE校」のサテライト校を所有。モデル、アナウンサー、声優、歌手、俳優などの育成に取り組んでいる。モデルエージェンシーのアドバンス社が運営。

## 概要
2019年現在、アクターズスタジオグループとして徳島校、長野校、富山校、前橋校を含む5つがある。金沢校はアクターズスタジオ北海道の金沢校として、2004年4月24日創立。その後、サテライト校として野々市にエイム21校、白山市にエイムフェイス校、河北郡内灘町にエイム内灘DUNE校を設立、事業拡大。その後アクターズスタジオ金沢を中心に上記5校はアクターズスタジオ北海道から独立した独自のグループを形成することになる。
イベントへの参加を積極的に行い、技術・メンタル・礼儀作法を含め幅広いステージで活躍できる人材を実践的教育システムで育成している。
毎年8月に業界関係者向けに「アクターズスタジオライブAジェネレーション」開催している。在籍するスクール生の中でユニット・ソロを組み約70組がステージに出演。東京のプロダクション関係者・キャスティング担当者が視察に訪れる。

## 校舎
- 本校
  - 金沢市寺地1丁目
- エイム21校
  - 石川県野々市市御経塚
- エイムフェイス校
  - 石川県白山市西新町
- エイム内灘DUNE校
  - 石川県河北郡内灘町宮坂

## レッスンカリュキラム
- ボイストレーニング（ベイシック・プロ・英語）
- スピーチ
- ジャズダンス
- モデル
- 和太鼓
- ステージ
- パフォーマンス
- ウォーキング
- ヒップホップ

## ユニット
- Jumpin'

## 出身者
- AI（モデル） - サトルジャパン所属
- 阿部夢梨（歌手） - エイベックス・マネジメント所属、SUPER☆GiRLSメンバー
- 釜谷悠平（モデル） - エイベックス・マネジメント所属、『BoysAward Audition 4th』グランプリ[3] 『キラチャレ2015』BOYSデビュー賞[4]
- 髙田真希（モデル） - ナウファッションエージェンシー所属
- 田中美奈子（モデル） - サトルジャパン所属
- 松岡理恵（アナウンサー） - 元エフエム石川アナウンサー、2018年4月からフリー
- YUICHI（モデル） - インディゴ→ヒラタオフィス所属

## 取引先プロダクション・レコード会社
- エイベックス
- オスカープロモーション
- 芸映プロダクション
- サトルジャパン
- ニュートラル
- ヒラタオフィス